# Lycosa inornata
Lycosa inornata är en spindelart som beskrevs av John Blackwall 1862. Lycosa inornata ingår i släktet Lycosa och familjen vargspindlar. Inga underarter finns listade i Catalogue of Life.